# Murex bec de bécassine
Haustellum haustellum
Espèce
Haustellum haustellum est une espèce de mollusques gastéropodes également dénommée murex bec de bécassine et tête-de-bécasse.

## Répartition
Cette espèce se rencontre dans l'océan Indien, dans l'ouest du Pacifique et en mer Rouge, dans les fonds vaseux à l'embouchure des fleuves.

## Description
- Taille : 6 à 15 cm.

Son canal siphonal est très long : il couvre plus de la moitié de la longueur totale de ce coquillage.

## Alimentation

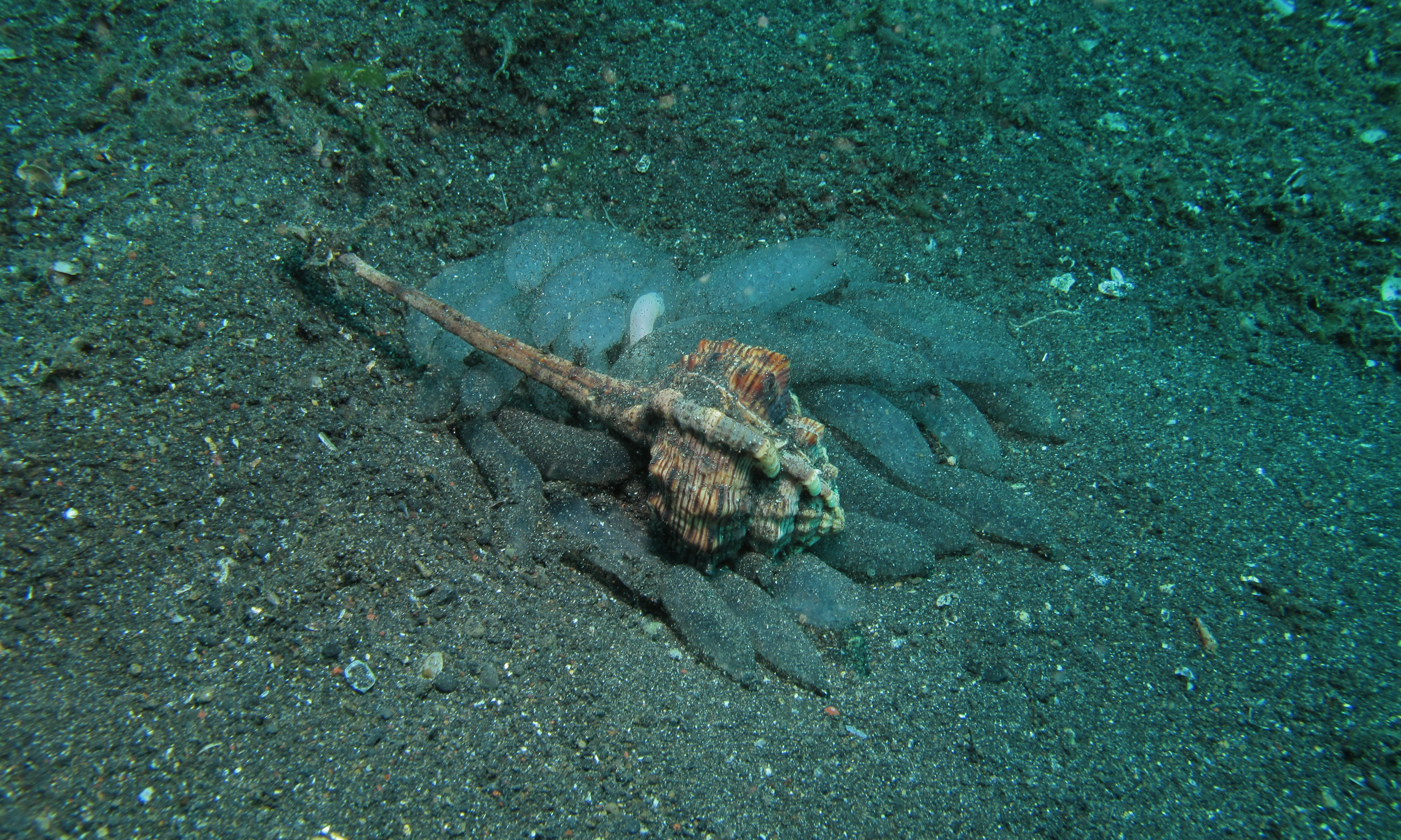
Murex bec de bécassine se nourrissant d’œufs de calmar (Sulawesi, Indonésie)

## Philatélie
Ce coquillage figure sur une émission de Nouvelle-Calédonie de 1969 (valeur faciale : 2 F).